# Democratici Danesi
I Democratici Danesi (in danese: Danmarksdemokraterne), ufficialmente Democratici Danesi – Inger Støjberg (in danese: Danmarksdemokraterne - Inger Støjberg) sono un partito politico danese fondato nel 2022 da Inger Støjberg.

## Risultati elettorali
| Elezione          | Voti    | %    | Seggi    | Posizione   |
| ----------------- | ------- | ---- | -------- | ----------- |
| Parlamentari 2022 | 286,796 | 8,12 | 16 / 179 | Opposizione |